# Juan Massenya
 (mai 2016).
Si vous disposez d'ouvrages ou d'articles de référence ou si vous connaissez des sites web de qualité traitant du thème abordé ici, merci de compléter l'article en donnant les références utiles à sa vérifiabilité et en les liant à la section « Notes et références ».
Juan Massenya, né en 1968 en Bretagne, est un animateur de télévision français. 

## Biographie
Juan Massenya est né en 1968 d'une mère bretonne et d'un père martiniquais. Il grandit à Saint-Ouen-l'Aumône dans le Val-d'Oise, puis à Chanteloup-les-Vignes dans les Yvelines. Passionné de musique depuis son enfance, il est proche du groupe de hip hop Rapsonic à la fin des années 1980, groupe qui deviendra ensuite Raggasonic. Il intègre la radio sur Générations 88.2 en 1998. À partir de 2002, il anime une quotidienne culturelle intitulée Génération All Starz.
En 2009, il rejoint France 5, où il présente durant 2 saisons Teum-Teum, une émission consacrée aux gens vivant dans les cités et les banlieues. Parallèlement, il anime Voodoo Club sur Radio Nova. En 2010, il reçoit le prix du Jeune Talent de l'année.
En 2011, toujours sur France 5, il présente durant une saison Les Uns, les Autres. En 2013, il anime C koi ta Zik et En quête d'aventure sur France Ô.
En 2016, il anime l'émission Radio Vinyle, diffusée sur France Ô et Mouv' : dans la discothèque de Radio France, un artiste évoque ses souvenirs à travers les disques qui ont marqué son histoire personnelle et sa carrière.

## Collaborations
- Banlieusards : Chanteloup-les-Vignes, 40 ans d’histoire, 2 x 65 min, 2014, écrit avec Michel Royer (production Artline et Un Monde Meilleur, diffusion  France 3 [réf. souhaitée]